# Morte Bay
Morte Bay är en vik i Storbritannien.   Den ligger i riksdelen England, i den södra delen av landet, 290 km väster om huvudstaden London.